# Østafrikanske Fællesskab
Det Østafrikanske fællesskab (engelsk: East African Community, EAC; swahili: Jumuiya ya Afrika ya Mashariki) er et overstatsligt samarbejdsorgan mellem syv østafrikanske stater: Kenya, Uganda, Tanzania, Rwanda, Burundi, Sydsudan og den Demokratiske Republik Congo. Organisationen blev oprindelig dannet i 1967, mellem Kenya, Uganda og Tanzania, men kollapsede i 1977. I år 2000 blev samarbejdet genoptaget på initiativ af Kenya. I 2007 blev også Rwanda og Burundi indlemmet i føderationen. Organisationens mål er at danne en politisk føderation, som skal omfatte en toldunion og en valutaunion.
Organisationens hovedkvarter ligger i Arusha, Tanzania.
I januar 2023 arbejder Det Østafrikanske Fællesskab (EAC) med planer om at udstede en fælles valuta inden for de næste fire år. Organisationens ministerråd skal tage stilling til placeringen af Det Østafrikanske Monetære Institut og etableringen af en køreplan for udstedelsen af den fælles valuta..

## Medlemsstater
- Kenya (2001)
- Uganda (2001)
- Tanzania (2001)
- Burundi (2007)
- Rwanda (2007)
- Sydsudan (2016)
- Demokratiske Republik Congo (2022)

Demokratiske Republik Congo udgør 49 % af arealet i fællesskabet.

## Organer
Blandt EACs organer findes blandt andet en lovgivende forsamling og en domstol. Repræsentanter til den lovgivende forsamling vælges af medlemslandenes parlamenter:
- Østafrikanske parlament (The East African Legislative Assembly)
- East African Court of Justice
- Summit of Heads of State and or Government
- Ministerrådet (Council of Ministers)
- Co-ordination Committee
- Sectoral Committees
- Sekretariatet (The Secretariat)

## Historie
Kenya, Tanzania og Uganda har siden begyndelsen af 1900-tallet haft flere former for samarbejde. Kenya og Uganda havde en toldunion fra 1917, hvor også Tanganyika kom med i 1927, og senere blev der etableret East African High Commission (1948-1961), East African Common Services Organisation (1961-1967), East African Community (1967-1977) og East African Co-operation (1993-2000).
I 1948 blev det første interterritoriale samarbejde mellem Kenya (som da var britisk koloni), Uganda (som da var britisk protektorat) og Tanganyika-territoriet formaliseret. Da blev East African High Commission etableret. Dette var en toldunion, med fælles told, valuta og porto, og behandlede også fælles tjenester inden for transport og kommunikation, forskning og uddannelse. Da medlemslandene blev uafhængige lande blev disse integrerede opgaver rekonstrueret, og East African High Commission blev erstattet af East African Common Services Organisation, som mange observatører troede ville føre til en politisk føderation mellem de tre områder. Den nye organisationen fik problemer på grund af mangel på fælles planlægning og finanspolitik, separate politiske retningslinjer, og Kenyas dominerende økonomiske stilling. I 1967 blev East African Common Services Organisation derfor erstattet af East African Community. Dette organ havde som mål at styrke båndene mellem medlemmerne gennem et fælles marked, fælles toldtarif og en række offentlige tjenester for at opnå balanceret økonomisk vækst i regionen.
I 1977 kollapsede East African Community efter ti år, bl.a. på grund af Kenyas krav om flere sæder end Uganda og Tanzania i besluttende organer. Efter dette forhandlede medlemslandene sig frem en aftale for at fordele ejendele og gæld, som ble signeret i 1984.
Imidlertid blev de tre medlemslande enige om at arbejde videre med mulighederne for et fremtidigt samarbejde. Disse møder resulterede i at præsidenterne Daniel arap Moi i Kenya, Ali Hassan Mwinyi i Tanzania og Yoweri Museveni i Uganda senere undertegnede en aftale som sikrede etableringen af Permanent Tripartite Commission for East African Co-operation, 30. november 1993. Aftalen blev signeret i Arusha i Tanzania. En proces med re-integration blev indledt, med programmer for samarbejde inden for politiske, økonomiske, sociale og kulturelle områder, forskning og teknologi, forsvar, sikkerhed, juridiske og retslige sagsområder. Dette samarbejde var i drift fra 14. marts 1996, da Sekretariatet for den Permanente Tresidige Kommission (Secretariat of the Permanent Tripartite Commission) startet sin virksomhed i Arusha i Tanzania.
For at opnå yderligere konsolidering instruerede statslederne i medlemslandene Sekretariatet til at udvide kommissionen til at blive en traktat. Dette arbejde pågik i tre år, og 30. november 1999 signerede de traktaten for etableringen af East African Community. Denne trådte i kraft 7. juli 2000. En toldunion blev indgået i marts 2004, som var effektiv fra 1. januar 2005, men Kenya, som regionens største eksportør, fortsatte med at betale told på varer ind til de fire andre lande, med en synkende rate frem til 2010. Et fælles toldsystem gælder for varer som importeres fra lande udenfor fællesskabet.
I 2007 blev også Rwanda og Burundi optaget som medlemmer, ved en ceremoni på Sheraton Hotel i Kampala i Uganda. De nye medlemslande var her repræsenteret ved Pierre Nkurunziza for Burundi og Paul Kagame for Rwanda.

## Eksterne kilder og henvisninger
1. ↑  Det østafrikanske fællesskab (besøgt 14. januar 2011)
2. ↑  EAC – Facts & Figures Report (2009) Arkiveret 17. januar 2011 hos  Wayback Machine (besøgt 14. januar 2011)
3. ↑  La Communauté d'Afrique de l'Est prévoit l'émission d'une monnaie unique d’ici quatre ans
4. ↑  Crwflags – East African Economic Community (besøgt 14. januar 2011)
5. ↑  MS ActionAid Denmark – Born in anonymity Arkiveret 15. april 2012 hos  Wayback Machine (besøkt 14. januar 2011)

- Officiel hjemmeside Arkiveret 1. august 2013 hos  Wayback Machine

|  | Infoboks uden skabelon Denne artikel har en infoboks dannet af en tabel eller tilsvarende. |